# Dernière
Die Dernière (französisch letzte) ist die letzte Darbietung einer Inszenierung an einem Spielort – manchmal verbunden mit einem Sonderapplaus für alle Beteiligten.
Das Wort ist eine Analogie zur Premiere, der ersten Aufführung eines Bühnenwerks.

## Dernièrengag
Es ist – zumindest an deutschsprachigen Theatern – vielfach üblich, in die Dernièrenvorstellung einen sogenannten „Dernièrengag“ (auch Dernièrenscherz genannt) einfließen zu lassen. Der kleine Spaß wird von einzelnen Darstellern eingebaut und meistens nur vom Ensemble und Eingeweihten erkannt und verstanden. Der Dernièrengag ist auch gefürchtet, da schon mit winzigen Text- oder Requisitenänderungen der Sinn des Stückes verändert werden kann und somit die anderen Schauspieler aus dem Konzept gebracht werden können.
(Ungeschriebene) Regeln der Dernièrenscherze sehen vor, dass das Publikum nichts davon mitbekommen darf und das Stück weder darunter leiden noch grundlegende Inhalte verändert werden dürfen.